# Extasy Records
Extasy Records är ett japanskt skivbolag grundat 1986 av Yoshiki från X Japan. Han grundade bolaget i ursprungligt syfte för att kunna lansera skivan Vanishing Vision med X Japan eftersom inga större bolag nappat på idén. Extasy Records är även i nutid aktiva, med sitt skivbolag i USA.